# 대만어 한글

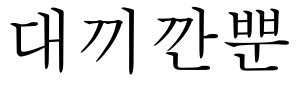
'臺語諺文'을 한글로 표시한 것

대만어 한글 또는 대어언문(대끼깐뿐, 대시끼ㄹ깐기뿐ㅅ, 중국어 정체자: 臺語諺文, 병음: Táiyǔ Yànwén 타이위옌원[*], 백화자: Tâi-gí Gān-bûn)은 대만어에서 만들어진 한글 표기로 1987년 대만의 언어학자인 쉬차오더에 의해 만들어졌다.

## 예시
- 마태복음 6장 1절

關係行善个教訓
恁著謹慎，毋通為著欲予儂看，故意蹛儂个面前顯示恁个善行；
恁若按呢做，恁就袂當對天父得著報賞。
관헤 형센 에 갈훈
린 뎧 긴신，음탕 위뎧 뼇 호 랑 쾃，고이 돠 랑 에 삔졍 헨시 린 에 센형；
린 나 안네 저，린 쥬 뻬당 뒤 텐후 딛뎧 버슛。

## 같이 보기
- 광동어 한글(광둥어판)